# ترتة فيينا
تُرتَة فيينا أو رَندلين هي كعكة طبقات مصنوعة من طبقات متناوبة من اللوز و / أو البسكويت بطعمة الهيل والخوخ أو أحيانًا مربى البرقوق وقد تحتوي الحشوة على توابل مثل القرفة والونيلية والقرنفل والهيل. الحشوات الأخرى مثل المشمش والراوند أقل شهرة لكنها شعبية تعود إلى القرن التاسع عشر.  نشأت التُرتة في إسلندة لكن اسمها وتكوينها يشيران إلى الجذور النمساوية. تم إحضار الوصفة إلى مَنتوبة من قبل المهاجرين الإسلنديين إلى كندا واستقر الكثير منهم في إسلندة الجديدة. 
أصبحت الكعكة الآن أكثر شهرة في المجتمعات الإسلندية في كندا والولايات المتحدة من مجتمات إسلندة. تختلف الكعكة الإسلندية الحديثة عن الكعكة التقليدية وذلك بالبدائل الشائعة لمربى البرقوق كالقشدة أو الفراولة.  لا يُنصح في إسلندة الجدية بإبدال الحشوة.